# 14 Ciężka Brygada Pancerna (ZSRR)
14 Ciężka Brygada Pancerna (ros. 14-я тяжёлая танковая бригада) – pancerny związek taktyczny Armii Czerwonej.
Brygada wzięła udział w kampanii wrześniowej w składzie Frontu Ukraińskiego.

## Struktura organizacyjna
W 1939
- 28 batalion czołgów
- 29 batalion czołgów
- 35 batalion czołgów
- 41 batalion czołgów
- 262 batalion remontowy

## Dowódcy brygady
- kombrig Nikołaj Fieklenko (był w 1939)[1]